# Schloss Aldingen

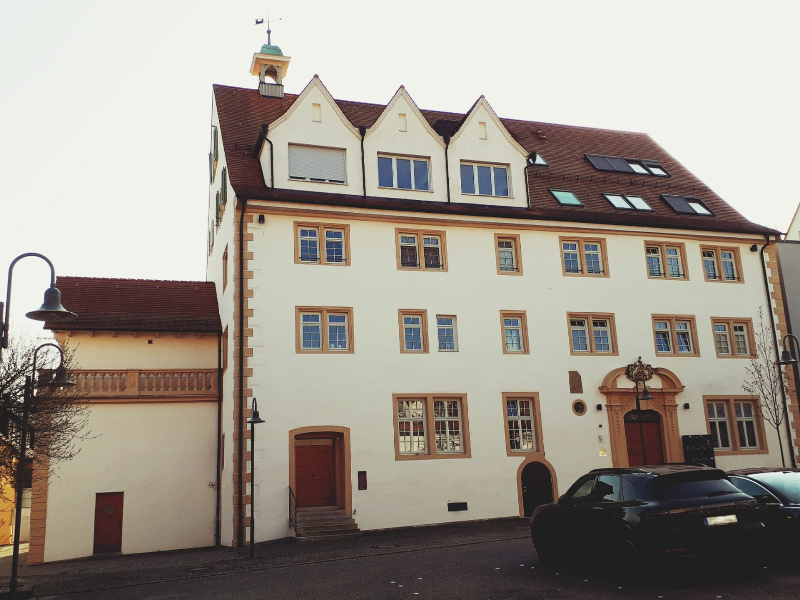
Schloss Aldingen (2020)

Schloss Aldingen – auch Neues Schloss, Äußeres Schloss sowie Evangelisches und seltener Eisernes Schloss genannt – ist ein 1580 erbautes Herrenhaus im Stil der Renaissance mit Verzierungen und Ergänzungen aus dem Barock. Es befindet sich im Stadtteil Aldingen der Stadt Remseck am Neckar im Landkreis Ludwigsburg in Baden-Württemberg. Zunächst war das sich heute in Privatbesitz befindliche Schloss das Verwaltungszentrum der Herrschaft Aldingen der Herren von Kaltental. Von 1836 bis 1975 diente das Herrenhaus des Schlosses als Rathaus der Gemeinde Aldingen am Neckar sowie im Anschluss daran als Außenstelle des Rathauses von Remseck.

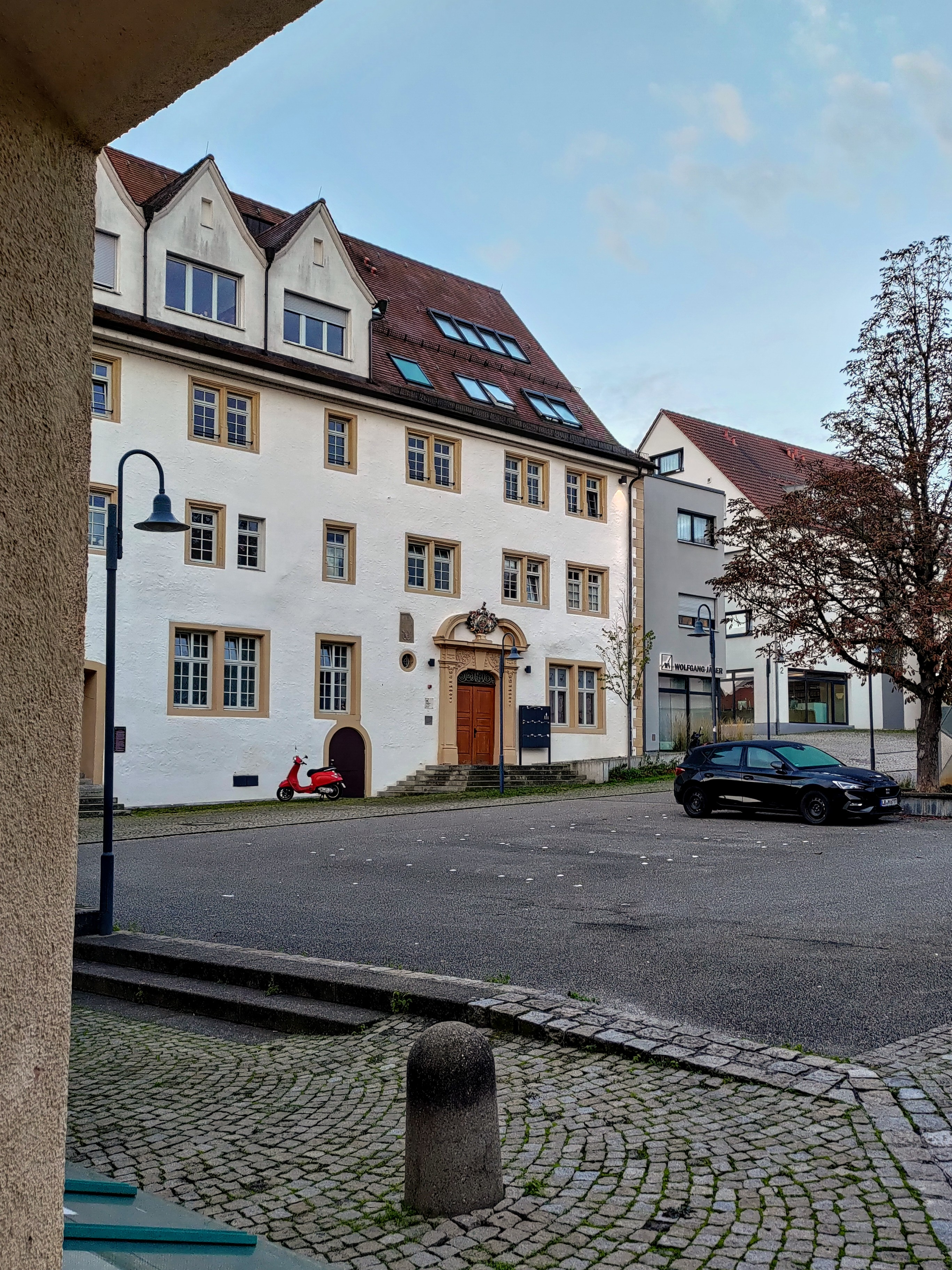
Blick in den Schlosshof etwa von der Position des früheren östlichen Tores aus

## Beschreibung
Vor etwa 1900 bildete das heute im engeren Sinne mit Schloss Aldingen gemeinte Herrenhaus zusammen mit einem Meierhof sowie mehreren Scheunen, Stallungen und Wagenremisen eine Vierflügelanlage. Der Hof der Anlage war durch zwei Tore an der nördlichen sowie der östlichen Ecke zugänglich. Von diesen Gebäuden ist neben dem Herrenhaus heute nur noch jenes  des ehemaligen Meierhofs an der Nordwestseite des Schlosshofes erhalten.
Das Herrenhaus selbst ist ein massiv gemauertes, dreigeschossiges, traufständiges Gebäude mit drei Dachgeschossebenen. An den beiden Giebelseiten befinden sich jeweils Anbauten aus jüngerer Zeit. 

## Geschichte

### Vorgeschichte
Der im Volksmund als Schlössle bezeichnete ursprüngliche Sitz der Herren von Kaltental – also das "innere" bzw. "alte" Schloss – befand sich in der Nähe der Aldinger Margaretenkirche im Ortskern. Er bildete zusammen mit der Kirche eine Wehranlage, ist heute jedoch nicht mehr erhalten. Durch die Reformation bildeten sich eine katholische und eine evangelische Linie der Kaltentaler, weshalb das Schlössle als Familiensitz zu klein wurde. Daher ließ Heinrich von Kaltental durch mehrere Baumeister, darunter Thomas Busch aus Schorndorf, das Äußere Schloss am damaligen Ortsrand als Sitz der evangelischen Linie errichten.

### Kaltentalische Residenz

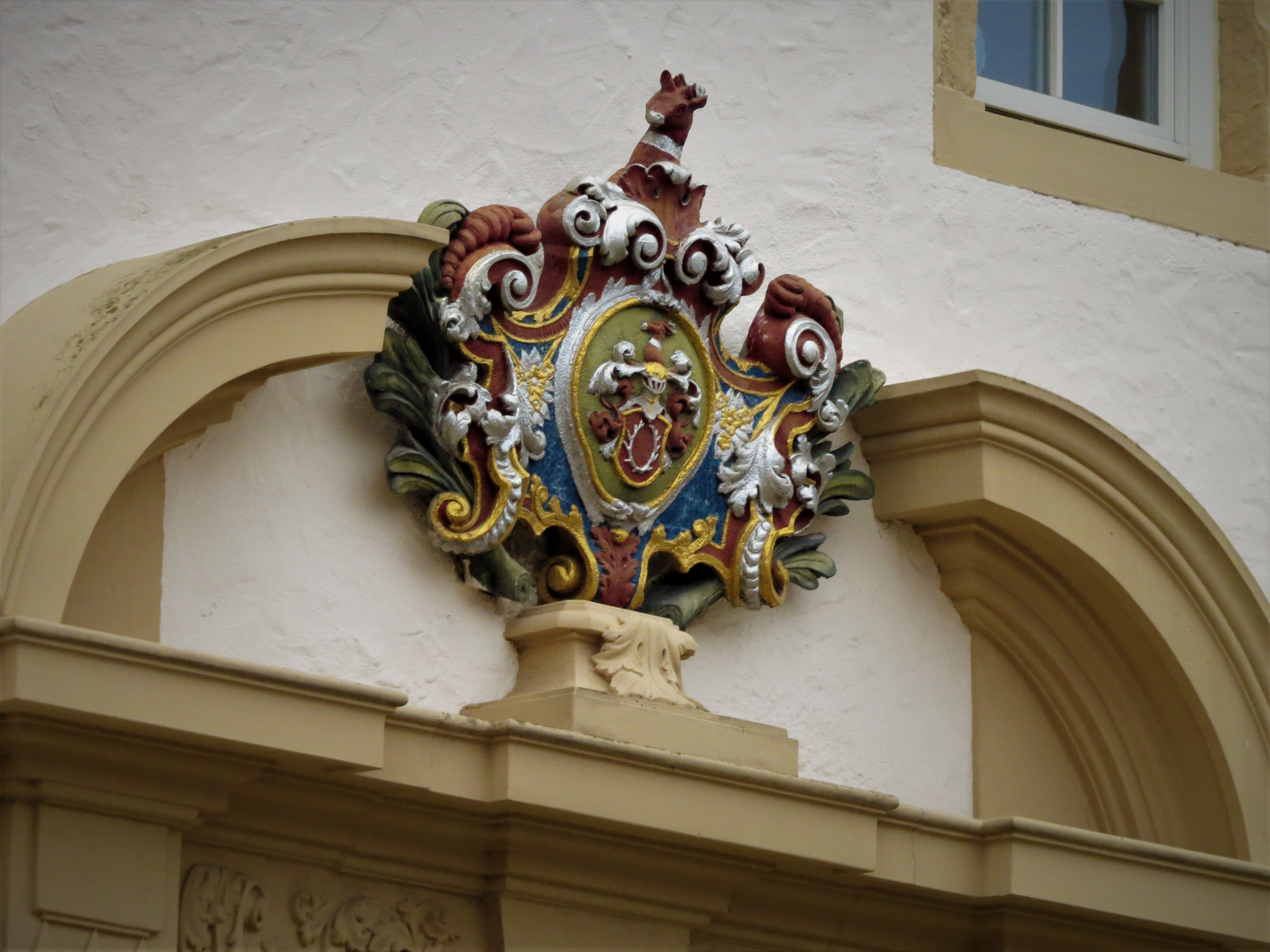
Wappen der Kaltentaler über dem Eingangsportal

Im Jahr 1580 wurde das Schloss fertiggestellt. Eine Inschrifttafel oberhalb des Eingangs verkündet: "Anno Domini 1580 hab Ich Hainrich Von Kaltenthal Das haus Von Grund Uff anheben Zu bauen. Gott B[e]hüts."
Von da an residierte hier für knapp 170 Jahre die evangelische Linie der Aldinger Herren von Kaltental. Letzter kaltentalischer Hausherr war Georg Wolf von Kaltental. Georg Wolf war seit 1719 Ritterrat und seit 1731 Direktor des Ritterkantons Kocher mit Sitz in Esslingen sowie seit 1733 württembergischer Obervogt zu Kirchheim, Nürtingen, Denkendorf, Wendlingen, Neidlingen und Owen. Um seinen hohen Status auch in seinem Wohnsitz zu dokumentieren, ließ er das schlichte Gebäude in der Zeit um 1726 oder 1728 im Stile des Barock umbauen und verzieren. Dazu ließ er das Gebäude unter anderem mit einem barocken Portal mit dem Wappen der Kaltentaler ausstatten. Zwei Räume im Erdgeschoss ließ Georg Wolf mit Stuck und barocken Deckengemälden verzieren. Auch das bis heute erhaltene Dachtragwerk stammt wahrscheinlich aus dieser Umbauphase.
Nachdem Georg Wolf 1746 kinderlos gestorben war, fiel das Aldinger Lehen zurück an Württemberg. Auch das kaltentalische Eigengut in Aldingen, darunter das Schloss, wurde von Württemberg wegen der Nähe zu dessen Residenz Ludwigsburg einbehalten. Georg Wolfs Vettern erhielten 1750 dafür einen finanziellen Ausgleich.

### Bürgerliche Nutzung ab 1755

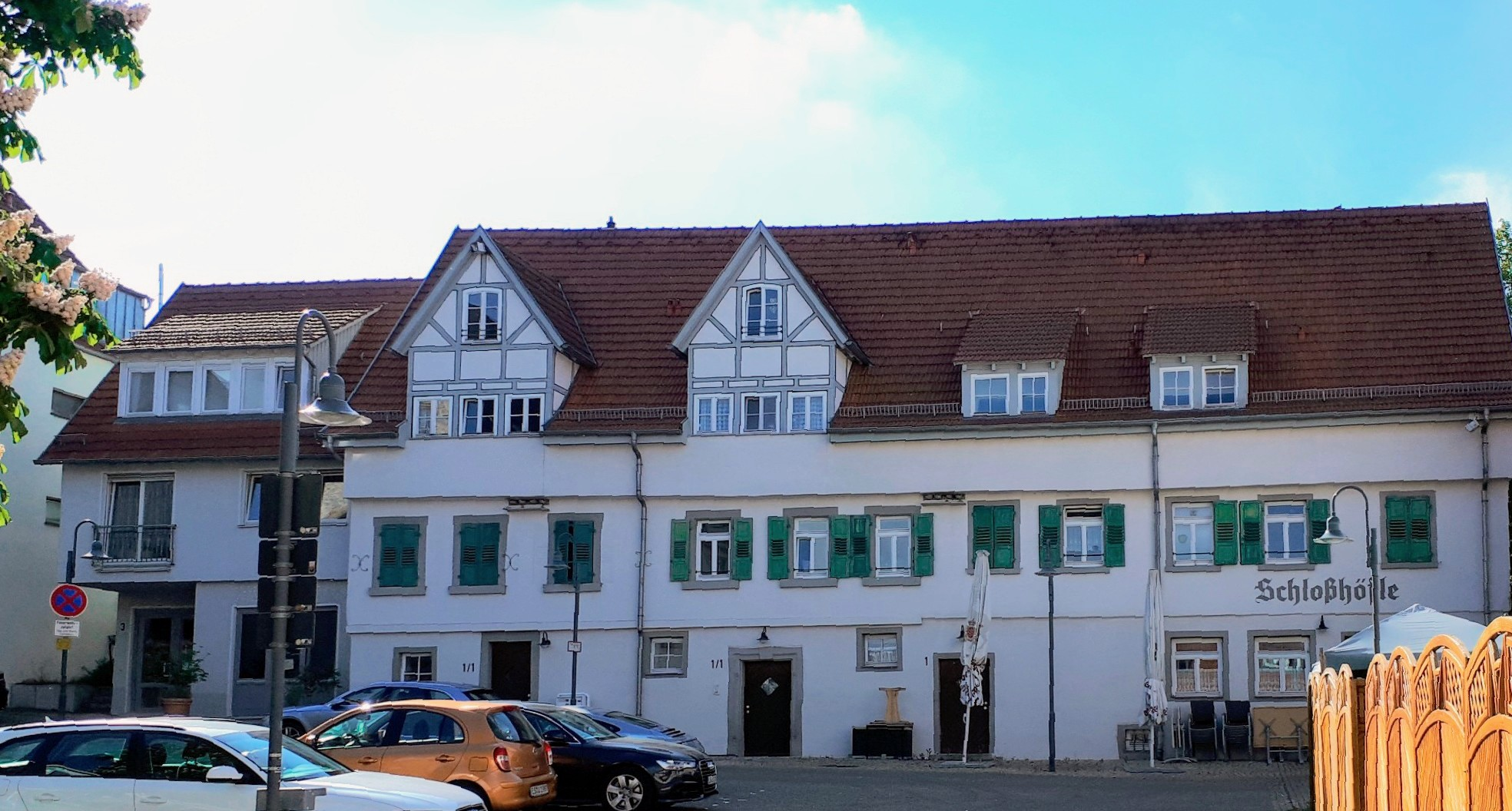
Ehemaliger Meierhof an der Nordwestseite des Schlosshofes (2020)

Im Jahr 1755 veräußerte Württemberg das Schloss bereits wieder an zwei Aldinger Bürger. Ab 1816 befand sich eine Brauerei im Schloss, die von Friedrich Jüngling betrieben wurde. Jünglings Sohn David Gottlob wanderte nach Amerika aus und gründete dort D. G. Yuengling & Son. 1836 wurde die östliche Hälfte des Schlosses für 2.775 Gulden an die Gemeinde Aldingen verkauft, die im Schloss eine Schule mit Wohnung für den Schulmeister sowie im 2. Obergeschoss einen Raum für den Gemeinderat einrichtete. Die Schule blieb bis 1912 im Schloss und zog dann in ein eigenes Gebäude neben der Aldinger Kelter um. Während des Zweiten Weltkrieges wurden im Gewölbekeller des Schlosses Luftschutzräume eingerichtet. Bis ins Jahr 1975 diente das Schloss weiterhin als Rathaus der Gemeinde Aldingen und ab da bis zum Ende des 20. Jahrhunderts als Außenstelle des Remsecker Rathauses. Heute befindet es sich in Privatbesitz. Die beiden Räumen mit den Deckengemälden sind mittlerweile gewerblich genutzt.
Im ehemaligen Meierhof befindet sich ein gastronomischer Betrieb.

## Deckengemälde
Im Bauakkord von 1741 werden die beiden Räume mit den Deckengemälden als französische Kammern bezeichnet. Geschaffen wurden die Deckengemälde durch den Maler Paul Ambrosius Reith, der zuvor auch schon im Gebäude des heutigen Amtsgericht in Esslingen im Auftrag des Ritterkantons Kocher eine Deckenmalerei schuf. Da Reith 1726 das Gemälde in Esslingen signierte, nimmt man an, dass die Aldinger Gemälde im Folgejahr entstanden, nachdem Georg Wolf von Kaltental als eine führende Persönlichkeit im Ritterkanton während Reiths Esslinger Schaffenszeit Kontakt mit dem Maler aufnahm. In den Motiven spiegelt sich die Verbindung Aldingens zum Neckar ebenso wider wie der reichsritterschaftliche Status der Herren von Kaltental. Die Gemälde in beiden Räumen sind mit aufwändigen Stuckarbeiten verziert, es ist nicht geklärt, ob diese Stuckarbeiten auch von Reith stammen.
Die Gemälde wurde in den Jahren 1958, 1989 sowie 2012/13 restauriert. Die Zuschreibung zu Reith erfolgte im Verlauf der zweiten Restaurierung durch den Restaurator Horst Wengerter.

### Neckar und Pax
Das Deckengemälde im ersten Raum zeigt den Flussgott des Neckars sowie die Friedensgöttin Pax. Auf dem Gemälde ist zudem das Schloss selbst zu Füßen des Neckar-Gottes abgebildet. Im umgebenden Stuckwerk symbolisieren vier Putten die vier Jahreszeiten. Das Gemälde hebt damit die Bedeutung des Neckars für den Ort Aldingen hervor. Zugleich steht die Göttin Pax für den Wunsch nach göttlichem Beistand und Schutz vor den Naturgewalten im Jahresverlauf.

### Diana und Prokris
Das zentrale Gemälde im zweiten Raum zeigt die Begegnung der Jagdgöttin Diana mit Prokris. Vier kleinere Gemälde an den Brüstungen zeigen sowohl Flugwild als auch Niederwild wie Kaninchen. An den Ecken des Hauptgemäldes sind vier vergoldete Stuck-Adler angebracht, die in ihren Klauen Insignien des Reichs, nämlich Schwert, Zepter, Lorbeer und Reichsapfel, tragen. Die Hinweise auf die Jagd betonen somit den herrschaftlichen Stand der Herren von Kaltental, da es sich um Niederwild handelt betont es aber auch den gegenüber dem Herzog von Württemberg niederen Stand. Demgegenüber sind die Adler mit den Reichsinsignien als Hinweis auf den reichsunmittelbaren und damit von Württemberg unabhängigen Status der Kaltentaler zu sehen.